# Paul Beau
Pour les articles homonymes, voir Paul Beau (ferronnier) et Beau (homonymie).
Paul Beau, né le 26 janvier 1857 à Bordeaux et mort le 16 février 1926 à Paris, est un diplomate français, gouverneur général de l’Indochine de 1902 à 1908.

## Biographie

### Débuts dans la carrière diplomatique (1880-1901)
Jean Baptiste Paul Beau est le fils d’un capitaine au long cours originaire de Médis, en  Charente-Inférieure. Après avoir obtenu une licence de Droit, il entre dans la carrière diplomatique en mai 1880 comme « attaché autorisé » au cabinet du ministre des affaires étrangères. Ce titre indique que, sans faire partie du personnel titulaire du ministère, il remplit une fonction d'attaché d’administration au cabinet du ministre. Celui-ci est à ce moment Charles de Freycinet, qui est aussi président du conseil. Freycinet est un républicain modéré et son appui sera utile au jeune attaché pour la suite de sa carrière.
Paul Beau exerce d'abord en administration centrale ou en cabinet ministériel et bénéficie durant cette période de promotions régulières démontrant la confiance de ses supérieurs, voire des dirigeants politiques les plus en vue. Lorsque Jules Ferry est rappelé aux affaires au début de 1883, Beau est une nouvelle fois « attaché autorisé » au cabinet du ministre Challemel-Lacour. Quand Ferry prend la direction des affaires étrangères en novembre de la même année, Beau devient « attaché » en titre (janvier 1884). Il devient « attaché payé » en juin 1887, sous le ministère d’Émile Flourens.

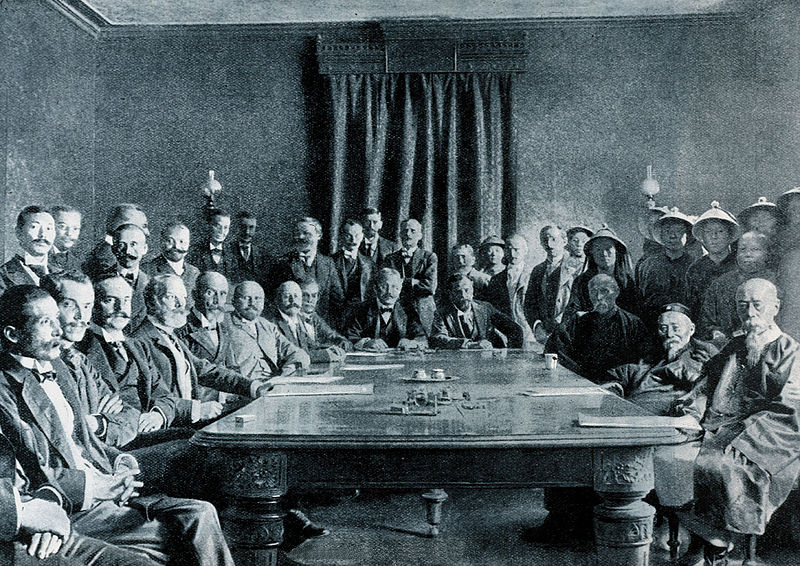
Signature du Protocole de paix Boxer le 7 septembre 1901. De gauche à droite: F.M Knobel des Pays-Bas (seules ses mains sont visibles); K. Jutaro du Japon; G. S. Raggi d'Italie; Joostens de Belgique; C. von Walhborn d'Autriche-Hongrie; B. J. Cologán d'Espagne; M. von Giers de Russie; A. Mumm pour l'Empire allemand; E. M. Satow de grande Bretagne; W. W. Rockhill des Etats-Unis; P. Beau de France; I-Kuang; Li Hongzhang; Prince Qing.

Sa nomination comme secrétaire de 3e classe à Rome au Quirinal le 28 décembre 1888 marque son entrée dans la diplomatie de terrain, mais cet éloignement dure peu. Officier d’académie en juillet 1889, Paul Beau retourne en effet à Paris, rejoignant dès avril 1891 le cabinet d’Alexandre Ribot, ministre des affaires étrangères au sein du nouveau gouvernement Freycinet. En novembre 1892, il est nommé chef de bureau du personnel du ministère, puis secrétaire de 2e classe en février 1893.
L’arrivée aux affaires de Gabriel Hanotaux le 31 mai 1894 donne à Paul Beau l’occasion d’une nouvelle promotion. Il devient l’adjoint du chef de cabinet du nouveau ministre, poste qu’il conserve jusqu’à la chute du gouvernement le 1er novembre 1895. Lorsque Léon Bourgeois, dont il sera ensuite un des affiliés les plus fidèles revient aux affaires étrangères, Paul Beau est brièvement chef de cabinet, de mai à avril 1896.
Par ailleurs, depuis l’année précédente, Beau est membre de la « commission permanente du stage », invention de la IIIe République dont l’objet consiste à valider les candidats à la diplomatie après leur réussite au concours. Une sorte de cooptation survit ainsi puisqu’il est possible à cette instance d’en accepter ou refuser certains. Beau participera à cette commission jusqu’en avril 1900, non sans influencer l’évolution du profil des diplomates français. En effet, avec l’affermissement de la République, un nouveau corps apparaît. Aux riches aristocrates conservateurs de la période précédente succèdent des professionnels méritants gagnés aux idées républicaines, groupe auquel appartient sans conteste Paul Beau.
Nommé en juillet 1898 chef de cabinet du personnel du secrétariat lors de l’arrivée de Théophile Delcassé aux affaires étrangères, Paul Beau, avec le soutien de son ministre, renoue avec la diplomatie de terrain en mars 1901.

### Missions en Extrême-Orient (1901-1908)
En Chine (1901-1902)
Envoyé en Chine avec le titre d’envoyé extraordinaire et ministre plénipotentiaire, il y succède à Stephen Pichon lequel, en tant qu’ambassadeur de France, s’est trouvé en première ligne lors des « 55 jours de Pékin » qui ont agité la capitale impériale de juin à août 1900.
Il revient à Beau de représenter la France lors des négociations qui doivent solder les dernières conséquences du soulèvement des Boxers, objectif atteint avec la signature de l’accord du 7 septembre 1901 qui prévoit officiellement la reprise des relations amicales entre les États occidentaux et la Chine.
Après ce succès, l’ambassadeur revient en France en juillet 1902
Gouverneur général de l'Indochine (1902-1908)

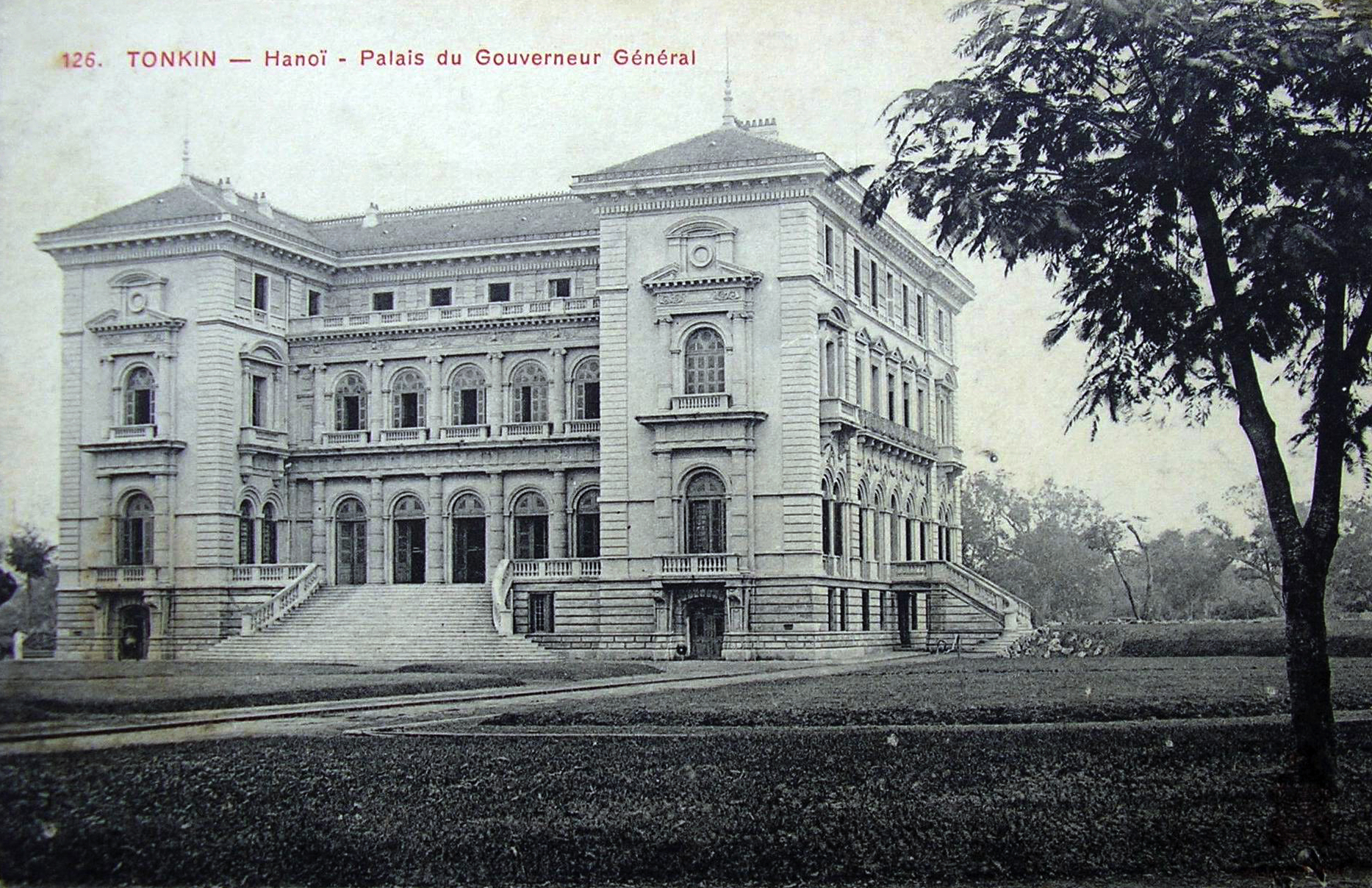
Palais du gouverneur général à Hanoï, (aujourd'hui palais présidentiel).

Il est chargé en octobre 1902 du gouvernorat général de l'Indochine française, soutenu par Delcassé qui souhaite voir œuvrer dans la colonie un gouverneur plus conforme à ses opinions.
Dès 1901, lors d’une réunion du parti colonial dont il est proche, le futur gouverneur avait présenté son concept de « politique mondiale » que la France doit mener au titre de son destin colonial, cette vision planétaire étant beaucoup plus ambitieuse que la simple volonté d'exploiter dans chaque colonie ce qu’elle peut offrir. Tenant de cette dernière option, Doumer avait organisé, outre l’administration directe de l’Indochine, la cession aux européens de territoires toujours plus étendus. Ce choix, qui favorise le développement économique, profite peu aux autochtones exclus par définition de ce processus.
Paul Beau, soutenu dans cette voie par Delcassé puis Étienne Clémentel, ministre des Colonies à partir de 1905, cherche au contraire une politique d’association. Il voit cette stratégie comme une sorte conquête morale. Tout en luttant contre les abus du système colonial, il donne aux indigènes la possibilité de jouer un rôle croissant dans leur propre pays. Un réseau scolaire ou sanitaire local est développé tandis que le recrutement de fonctionnaires autochtones est encouragé. Ainsi en 1906, Beau crée une « mission permanente indochinoise » qui envoie quarante mandarins en France pour en connaître les méthodes administratives.
Cette politique généreuse, qui démontre d’une réelle volonté d’importer dans la colonie des idéaux républicains que le gouverneur général défend par conviction, reste toutefois relativement timide dans ses résultats. Elle provoque de plus la colère des Européens d’Indochine, notamment les élus du territoire souvent liés aux milieux d’affaires, déchaînés contre ces innovations qui menacent leurs avantages. Ces adversaires résolus qui bénéficient de soutiens importants à Paris obtiennent le départ de Beau en septembre 1908.

### Ambassades européennes (1908-1921)
Cette fin de séjour ne peut être perçue comme un désaveu puisqu’après un court congé, l’ancien gouverneur est envoyé à Bruxelles pour y représenter la France. Pour autant, à l’instar de son collègue Klobukowski avec lequel il est proche à de nombreux points de vue, Beau aura du mal à se faire accepter par la cour royale mais plus encore par la haute société bruxelloise, plutôt conservatrice et catholique. Le profil du nouvel ambassadeur, célibataire, franchement laïque sinon probablement protestant, ne lui permet pas d’assurer avec toute la profondeur voulue l’ensemble de ses missions.
Après trois ans passés dans une légation de France en Belgique dont il a durablement modernisé les locaux, Paul Beau est nommé ambassadeur à Berne en juillet 1911. Il connaît le début du conflit dans une Suisse qui, du fait de sa neutralité, va constituer un point de contact privilégié entre les belligérants, la Confédération étant elle-même traversée de courants contradictoires quant au soutien ou l’opposition qu’elle doit apporter aux États en guerre.
Hors un contact régulier et confiant avec les autorités, Beau agit par ailleurs sur l’opinion publique en investissant sur la presse helvétique afin, comme il l’explique à Briand en novembre 1915, de créer des « centres d’attraction » pour propager les idées françaises dans le pays et contrer ainsi une propagande allemande favorablement reçue dans les milieux romands. Non sans habileté, l’ambassadeur de France réussir à entretenir de bonnes relations avec les présidents successifs, notamment en leur garantissant l'approvisionnement de la Suisse en cas de blocage des échanges du fait de la guerre.
En décembre 1915, Beau sait jouer de la fameuse affaire des colonels pour, sinon ramener la Confédération dans le camp de l’Entente, tout au moins renforcer durablement sa neutralité. Prévenus très tôt par le service de renseignement de l’ambassade, les Français découvrent que l’armée suisse – en fait deux colonels germanophones de l’État Major – apporte régulièrement aux attachés militaires autrichien et allemand des renseignements sur les troupes alliées, notamment russes. Le scandale qui éclate, bien exploité par les Français, éloigne définitivement tout risque d’alliance entre la Suisse et les empires centraux.
Signe de la confiance dont il bénéficie auprès du gouvernement français, Beau conserve ses responsabilités jusqu’en février 1918, date à laquelle il est remplacé par Paul Dutasta ancien chef du cabinet de Pichon aux affaires étrangères.

### Société des Nations (1921-1925)
Après l’armistice et les négociations des traités qui suivent, l’ancien ambassadeur siège ensuite, de 1921 à 1925, à la Société des Nations nouvellement créée par le traité de Versailles. Il représente la France au sein de la commission permanente des mandats, instance chargée de donner son avis sur la gestion de ces derniers par les puissances attributaires. Durant cette période d'après guerre, Paul Beau assure aussi durant quelques années plusieurs responsabilités locales dans la région charentaise. Il est conseiller général du canton de Saujon, berceau de sa famille.
Il meurt le 16 février 1926 à son domicile du 3, rue Honoré-Chevalier dans le quartier de l'Odéon à Paris, et est inhumé au cimetière du Père-Lachaise (85e division)

## Publications
- Situation de l'Indo-Chine de 1902 à 1907, M. Rey, Saigon, 1908.

## Distinctions
- Grand officier de la Légion d'honneur (21 février 1910)[8]
- Officier d'académie

## Sources
- Annuaire diplomatique et consulaire de la République française pour 1906, Ministère des Affaires Étrangères et Imprimerie nationale, 1906.